# Faradja
Faradja faradjensis es una especie de araña araneomorfa de la familia Araneidae. Es el único miembro del género monotípico Faradja. Es originaria de República Democrática del Congo.